# Lionhead Studios
Lionhead Studios Limited a fost un dezvoltator de jocuri video britanic fondat în iulie 1997 de Peter Molyneux, Mark Webley, Tim Rance și Steve Jackson. Compania este cel mai bine cunoscută pentru Black & White și seria Fable. Lionhead a început ca o ruptură de la dezvoltatorul Bullfrog Productions, care a fost de asemenea fondat de Molyneux. Primul joc al lui Lionhead a fost Black & White, un god game cu elemente de viață artificială și jocuri de strategie. Black & White a fost publicat de Electronic Arts în 2001. Lionhead Studios a fost numit după hamsterul lui Webley, care a murit la scurt timp după numirea studioului, drept urmare studioul a fost redenumit foarte scurt în Redeye Studios.
Black & White a fost urmat de un pachet de expansiune numit Black & White: Creature Isle. Lionhead a lansat Fable, de la dezvoltatorul satelit Big Blue Box. În 2005, Lionhead a lansat The Movies și Black & White 2. Lionhead a fost cumpărat de Microsoft Studios în aprilie 2006 datorită întâmpinării unor dificultăți financiare. Mulți dezvoltatori Lionhead au părăsit în această perioadă, inclusiv cofondatorul Jackson și mai mulți dezvoltatori care au plecat să fondeze Media Molecule. Molyneux a părăsit Lionhead la începutul lui 2012 (la scurt timp după demisia unui grup de dezvoltatori care erau nemulțumiți de companie) ca să fondeze 22cans pentru că voia să fie mai creativ. După plecarea lui Molyneux, Microsoft a făcut ca Lionhead să treacă la dezvoltarea de jocuri ca serviciu. Drept urmare, au fost multe schimbări în studio.
La începutul lui martie 2016, Microsoft a anunțat că a propus închiderea lui Lionhead Studios și că jocul planificat Fable Legends a fost anulat; Lionhead a fost închis după aproape două luni pe 29 aprilie. La câteva luni după închiderea lui Lionhead, doi oameni cheie (Webley și Gary Carr, care a fost directorul creativ al Lionhead) au fondat Two Point Studios.

## Legături externe
- Site web oficial Arhivat în 1 aprilie 2016, la Wayback Machine.